# تشارلز إيستمان
تشارلز إيستمان (بالإنجليزية: Charles Alexander Eastman) هو طبيب وكاتب أمريكي، ولد في 19 فبراير 1858 في ريدوود فولز في الولايات المتحدة، وتوفي في 8 يناير 1939 في ديترويت في الولايات المتحدة.

## وصلات خارجية
- تشارلز إيستمان على موقع ميوزك برينز (الإنجليزية)